# Німецький добровольчий корпус
Німецький Добровольчий Корпус (НДК) (Deutsches Freiwilligen Korps) — військовий підрозділ Збройних сил України.

## Історія

### Формування
Витоки Німецького добровольчого корпусу можна простежити з лютого 2023 року, коли був запущений їхній Телеграм-канал, що інформував про створення та ініціативу підрозділу. Однак Militant Wire повідомляє, що Німецький добровольчий корпус, найімовірніше, був сформований у червні 2023 року. Як повідомляється, підрозділ тренується, організовується та просувається Російським добровольчим корпусом.

### Відносини та союзники
Німецький добровольчий корпус, за даними Junge Welt, нібито має зв'язки з політичною партією «Третій шлях». Ця політична партія, яку також часто називають «Третя партія», відома як ультраправа і неонацистська політична партія, що має зв'язки з «Національним корпусом», «Misanthropic Division», «Правим сектором» і «Свободою» в Україні.

### Перехід у склад ОШБ «Карпатська Січ»
Прес-служба 49-го ОШБ «Карпатська Січ» повідомляла, що Німецький добровольчий корпус на чолі з його командиром Стапаном, перебуває у складі підрозділу. Підрозділ, імовірно, перебуває у форматі піхотної роти.

## Російсько-Українська війна

### Російське вторгнення 2022 року
Хоча підрозділ не публікував жодних матеріалів чи контенту або іншим чином не заявляв про свою участь у певних операціях, видання Junge Welt повідомило, що Німецький добровольчий корпус координував і брав участь у «Білгородській операції» 2023 року в Росії та в інших регіонах України.
Підрозділ регулярно тренується, оскільки публікації в соціальних мережах демонструють, як добровольці виконують базові тактичні прийоми ведення вогню і переміщення, а також тренуються зі стрілецькою зброєю. За інформацією видання Junge Welt, нібито представник Німецького Добровольчого Корпусу повідомив, що підрозділ воює у співпраці з Російським Добровольчим корпусом.

## Ідеологія
За словами одного з бійців корпусу, Німецький Добровольчий Корпус складається з німецьких та європейських націоналістів та виступає за «Європу батьківщин» і за повернення Німеччині Східної Пруссії та старих кордонів.